# 斯哈尔贝克
斯哈尔贝克（荷蘭語：Schaarbeek，荷蘭語發音：[ˈsxaːrbeːk] ⓘ），法语名斯卡尔贝克（法語：Schaerbeek，法語發音：[skaʁbek] ⓘ），是比利时布鲁塞尔首都大区的一个市镇，属于比利时法语社群和弗拉芒社群，法语和荷蘭語均为官方语言（但法语使用者居多），面积7.9平方千米，人口132,799人（2020年1月1日）。

## 人口
截至2020年1月1日，斯哈尔贝克人口超过1,000人的移民族裔如下：
| 保加利亚 | 5,728 |
| 羅馬尼亞 | 5,072 |
| 摩洛哥   | 4,463 |
| 法國     | 4,275 |
| 土耳其   | 3,266 |
| 西班牙   | 3,041 |
| 波蘭     | 2,781 |
| 義大利   | 2,850 |
| 叙利亚   | 1,754 |
| 葡萄牙   | 1,435 |
| 几内亚   | 1,325 |

## 友好城市
斯哈尔贝克与以下城市和地区结为友好关系：
- 比利时 烏法利茲
- 摩洛哥 胡塞馬
- 巴勒斯坦 納布盧斯
- 土耳其 伊斯坦堡贝伊奥卢
- 美国 普雷里村
- 科索沃 普里什蒂纳达尔达尼亚
- 加拿大 魁北克市
- 羅馬尼亞 上維科武
- 中国 安阳市

## 人物
- 雅克·布雷尔